# Municipio de Banner (condado de Beadle)
El municipio de Banner (en inglés: Banner Township) es un municipio ubicado en el condado de Beadle en el estado estadounidense de Dakota del Sur. En el año 2010 tenía una población de 51 habitantes y una densidad poblacional de 0,56 personas por km².

## Geografía
El municipio de Banner se encuentra ubicado en las coordenadas 44°24′44″N 97°54′47″O / 44.41222, -97.91306. Según la Oficina del Censo de los Estados Unidos, el municipio tiene una superficie total de 91.48 km², de la cual 91,48 km² corresponden a tierra firme y (0 %) 0 km² es agua.

## Demografía
Según el censo de 2010, había 51 personas residiendo en el municipio de Banner. La densidad de población era de 0,56 hab./km². De los 51 habitantes, el municipio de Banner estaba compuesto por el 100 % blancos. Del total de la población el 0 % eran hispanos o latinos de cualquier raza.